# Voil
株式会社Voil（ボイル、英: Voil Inc.）は、日本のアニメ制作会社。

## 略歴
2022年3月、オフィス蒼、マングローブの制作を経て、ジェノスタジオの設立に携わったプロデューサーの大髙健生により設立。
社名のVoilには「沸騰 (boil)」「湧く (boil)」という意味があり、フィルムを観てくれた人を「沸騰」させ、一緒に作ってくれたスタッフの新たな才能を「湧かせ」、作っている制作自身の内に秘めた想いも「沸騰」させる会社にするという思いが込められている。
5年から10年にかけての中長期的な目標として、「子どもから大人まで楽しめるファミリー向けの作品」と「アニメファンが楽しめるハイクオリティな作品」の両方を制作することが可能な強いスタジオになることを掲げている。

## 作品履歴

### テレビアニメ
| 開始年 | 放送期間    | タイトル                   | 監督     | アニメーション プロデューサー | 原作 |
| ------ | ----------- | -------------------------- | -------- | ----------------------------- | ---- |
| 2024年 | 10月 - 12月 | アクロトリップ             | 小竹歩   | 大高健生                      | 漫画 |
| 2025年 | 10月 -      | 笑顔のたえない職場です。   | 鈴木薫   | 未公表                        | 漫画 |
| 2026年 | 未公表      | レプリカだって、恋をする。 | 木村隆一 | 未公表                        | 小説 |

## 関連人物

### アニメーター・演出家
- 中村和楓（アニメーター[5]）

### 制作
- 大髙健生（代表取締役・プロデューサー、オフィス蒼→マングローブ→ジェノスタジオ出身[1]）
- 長崎亮太[6]